# Иванић Десинићки
Иванић Десинићки је насељено место у саставу општине Десинић у Крапинско-загорској жупанији, Хрватска. До територијалне реорганизације у Хрватској налазио се у саставу старе општине Преграда.

## Становништво
На попису становништва 2011. године, Иванић Десинићки је имао 439 становника.

## Попис1991.
На попису становништва 1991. године, насељено место Иванић Десинићки је имало 492 становника, следећег националног састава:
| Попис 1991.‍ | Попис 1991.‍ | Попис 1991.‍ | Попис 1991.‍ | Попис 1991.‍ |
| ----------- | ----------- | ----------- | ----------- | ----------- |
|             |             |             |             |             |
| Хрвати      | Хрвати      |             | 453         | 92,07%      |
| Срби        | Срби        |             | 5           | 1,01%       |
| Словенци    | Словенци    |             | 3           | 0,60%       |
| Муслимани   | Муслимани   |             | 2           | 0,40%       |
| непознато   | непознато   |             | 29          | 5,89%       |
| укупно: 492 |             |             |             |             |